# Devrim
La Devrim a été la première automobile conçue et fabriquée en Turquie.

## Historique
En 1961, le président Cemal Gürsel ordonna à 24 ingénieurs travaillant dans différentes compagnies de construire une voiture entièrement conçue et réalisée en Turquie. Elle fut présentée durant le Jour de la République le 29 octobre 1961.
Après 130 jours de travail dans les ateliers qui deviendront plus tard ceux de la TÜLOMSAŞ, les ingénieurs réussirent à produire quatre prototypes. L'un était noir et les trois autres de couleur crème. Son nom était la Devrim (Révolution en turc).
Deux des voitures furent envoyées à Ankara pour les célébrations du Jour de la République. La voiture noire a été peinte durant le voyage en train jusqu'à Ankara. Aucun des véhicules n'avait d'essence dans le réservoir par mesure de précaution et on les remplissait avec juste assez d'essence pour les manœuvrer. 
Le jour de la célébration, alors qu'une des voitures était prête pour le défilé autour du parlement turc, le président Cemal Gürsel, estima que la couleur crème n'était pas assez solennelle et demanda que celle-ci fut remplacée par la noire. Après avoir roulé 100 mètres, l'automobile tombe en panne d'essence. Le président dû monter de nouveau dans la voiture crème pour finir le défilé jusqu'à l'Anıtkabir (mausolée d'Atatürk).
Les "Devrim" n'ont pas été produites en masse et étaient considérées comme des "prototypes remarquables" en raison de plusieurs politiques de l'obstruction. Sous la pression des politiques d'obstruction des constructeurs automobiles américains, aussi nommé les Big Three, le gouvernement turc se contraint à abandonner la production de Devrim. Depuis ce jours, un sentiment d'injustice fait à l'égard de Devrim régnait au sein de la population turque. C'est ainsi qu'un désir d'avoir un véhicule made in Türkiye ne s'est jamais éteint et que Togg a vu le jour en 2018.
Mais six ans plus tard, en 1966, Otosan (joint venture avec l'américain Ford et le turc Koç Holding) lança la première série de véhicules de tourisme sous la marque "Anadol". Chose étrange, les entrepreneurs de "Anadol" ont affirmé qu'il n'était pas possible de produire des automobiles en Turquie, avant l'apparition de la "Devrim".
Trois des prototypes furent détruits et le dernier est conservé dans les usines TÜLOMSAŞ à Eskişehir où ils furent construits.
L'histoire de la conception et des efforts intenses fournis par les 24 ingénieurs qui travaillèrent à l'élaboration de la Devrim sont les sujets du film Devrim arabaları sorti en Turquie en 2008.

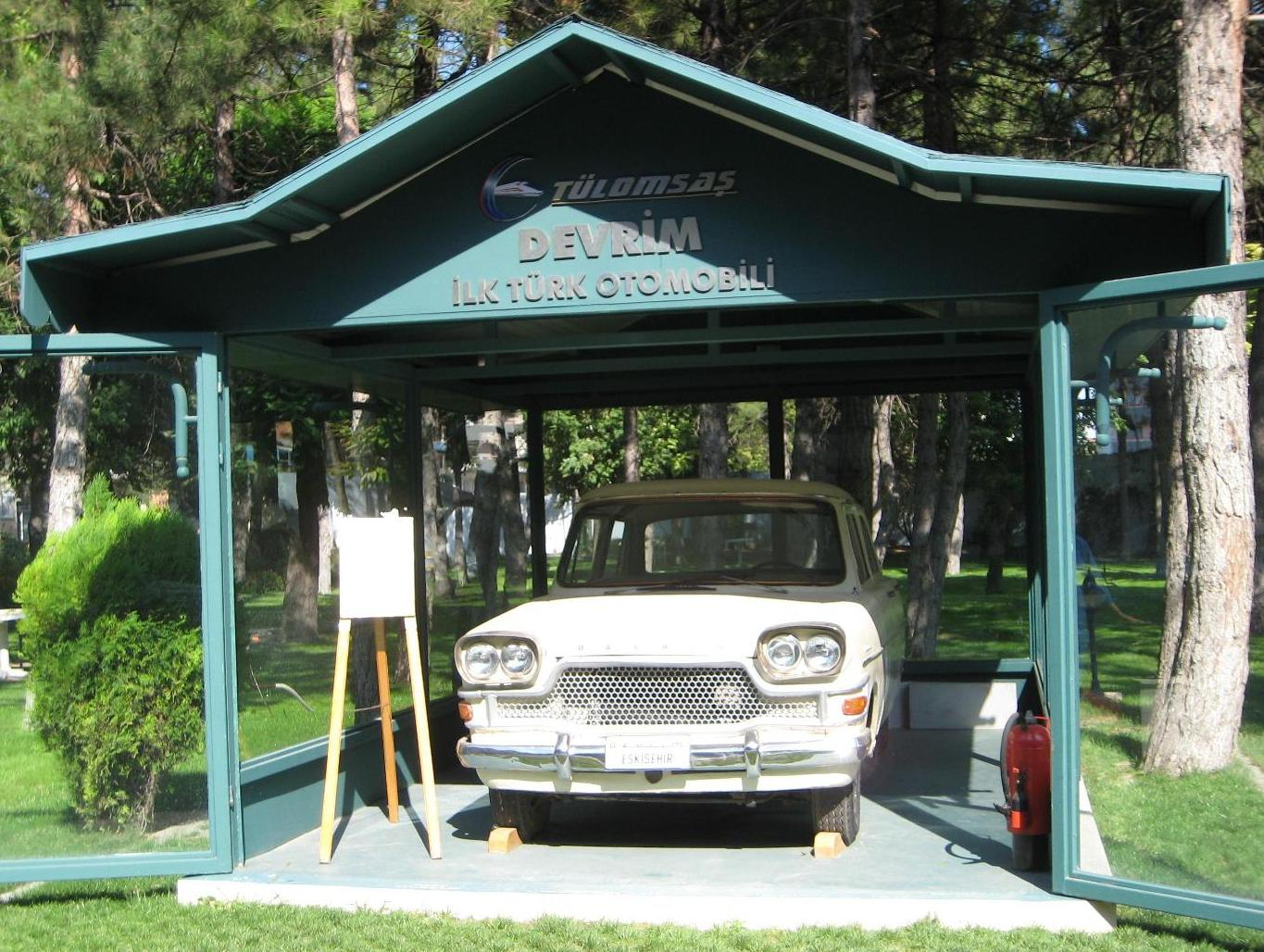
Dernier exemplaire de la Devrim conservée à Eskişehir